# كريل كروني
كريل كروني (الاسم العلمي: Euphausia krohnii) هو نوع من المفصليات يتبع جنس الكريل من الفصيلة الكريلية.